# Astaena abcora
Astaena abcora är en skalbaggsart som beskrevs av Saylor 1946. Astaena abcora ingår i släktet Astaena och familjen Melolonthidae. Inga underarter finns listade.